# 世の漆黒
世の漆黒（ときのしっこく、2008年8月30日 - ）日本の同人音楽サークル。コミックマーケットやM3などのイベントを拠点に活動している。

## メンバー
胡桃坂 庵（くるみざか いをり、1984年1月28日 - ）
ギター / 作詞作曲。リーダー。
咲（さき、1月10日 - ）
ボーカル

### 旧メンバー
胡桃坂 もえ子（くるみざか もえこ）
「名も無き君へ、花、散り掛かる」、「東京零年」にてボーカルを担当
雀弥-sakuya-（さくや）
「旧約；眠れる夜に口づけを」から「デカダンス・ヴァニラ」までベースを担当
亜莉亜（ありあ）
「東京タワー水没地↓30m」、「デカダンス・ヴァニラ」、「東京零年」にてボーカルを担当
小桃（こもも）
「旧約；眠れる夜に口づけを」にてボーカルを担当
優梨（ゆうり）
「二輪葬 -A Longinus Hermonia-」、「名も無き君へ、花、散り掛かる _2nd Press」にてボーカルを担当
あえり（あえり）
「142857」、「天球儀上の君と黄昏の摩天楼」にてボーカルを担当
はづみ（はづみ）
「142857」にてボーカルを担当

## サークル活動
胡桃坂 庵の所属していたビジュアル系バンド「花純月」の活動終了後に補完用個人サイトを作り、そのサイト名を「世の漆黒」としていたのが始まり。「世」を「とき」と発音し、造語に近く通常では読めない。
とらのあなで偶然みつけた六弦アリスの「緋のローレライ code;Ｄ」、「緋のローレライ code;Я」で同人音楽を知り衝撃を受け、同人音楽活動を始める。また胡桃坂 庵はライトノベル好きで、当事はライトノベルを題材とした音楽の二次創作作品は少なかった為、独自性と嗜好性を兼ねており「天球儀上の君と黄昏の摩天楼」までは題材とするライトノベルのストーリーに沿った楽曲を作っていた。
歌詞はPlastic Treeの影響を受けており、詩的な描写や歌詞カードのデザインにも拘りがある。「天球儀上の君と黄昏の摩天楼」までの作品はDVDトールケース、「東京零年」以降はB5サイズブックレットを採用し、歌詞を大々的に扱う事にも注力している。
ヴィジュアル系、ロック、メタルを基軸とした楽曲の激しさとは対照的に、繊細な女性ボーカルを起用する事で独特の世界観を作り出していた。男性ボーカルへ転進後は純文学モダンヘヴィネスと冠している。
サークルには２面性を持たせており、ライトノベルを題材とした二次創作ではLuv into the Darkness,the World Ends with U. -恋と終末-。独自テーマではA hurt of flames,Re:birth too late. -痛みと再生-を掲げており、独自テーマは輪廻転生をモチーフにした作品が多い。
2009年10月11日、M3-2009秋<第24回即売会>に初のサークル参加。アルバム「名も無き君へ、花、散り掛かる」頒布。当時イベントで隣だった六歌（灰色Logic）とは現在でも交流があり、世の漆黒のマスタリングを依頼している。
2011年9月9日、葉月ゆらをボーカルに迎えたミニアルバム「サイレント・キネマ」を発表。レーベルの踊り子レコーズを立ち上げる。レーベル名はるなさま（さくらソルフェヰジュ）が命名。
2014年4月27日、ダウンロード頒布アルバム「東京零年」を発表。
2015年8月16日、男性ボーカルとして咲が加入する。無料配布シングル「斜陽」を発表。